# Manilkara nicholsonii
Manilkara nicholsonii е вид растение от семейство Sapotaceae. Видът е застрашен от изчезване.

## Разпространение
Разпространен е в Южна Африка (Източен Кейп и Квазулу-Натал).